# 初鹿野裕樹
初鹿野 裕樹（はじかの ひろき、1977年〈昭和52年〉7月6日 - ）は、日本の政治家。参政党所属の参議院議員（1期）。元警視庁警察官（最終階級：警部補）。

## 経歴

### 生い立ち
神奈川県横須賀市に生まれ、学生時代は横浜市で過ごす。小学2年生から柔道を始め、高校で全国大会に出場し、東海大学体育学部に柔道推薦で進学。大学では全国大会（団体）で優勝した。

### 警視庁
2000年から2022年まで警視庁に勤務し、警視庁柔道部に所属。選手としての活動を終えた後は、柔道、逮捕術、拳銃の指導にあたった。
2023年、葉山町議会議員選に無所属で立候補し、落選した。

### 参政党時代
2024年、第50回衆議院議員総選挙に神奈川11区から参政党公認で立候補したが、落選した。参政党を選んだ理由については、少年時代から日本の歴史に強い関心があり、同党の伝統文化を重視する理念に共感したためだとしている。
2025年、第27回参議院議員通常選挙に神奈川県選挙区から参政党公認で立候補し、党の急速な支持拡大を背景に初当選した。4議席目をめぐり公明党現職の佐々木さやかと激しく競り合い、21日午前4時過ぎに当選確実と報じられた。最終的な票差は約5千票だった。

## 政策・主張
2025年の参議院選挙に立候補した時点で、下記の主張を行っている。

### 外交・安全保障
- 外資系企業による企業や国土の買収を阻止する。

### 社会保障
- 外国人への生活保護支給に反対する。
- 『予防接種健康被害救済』申請の負担を軽減する。

### 経済
- 消費税を廃止する。

### 教育
- 「自虐史観教育から脱却」する。

### 文化
- 選択的夫婦別姓に反対する。
- 女系天皇に反対する。

## 批判

### 南京事件の存在を否定
2025年6月18日、Xで「捏造された南京事件」「南京大虐殺が本当にあったと信じている人がまだいるのかと思うと残念でならない」「日本軍は『焼くな、犯すな、殺すな』の三戒を遵守した世界一紳士な軍隊」と投稿した。その後、7月28日には「南京大虐殺は歴史的事実」と指摘する投稿に対し、「夢をみているのですか？」「当時の中国の警察庁長官は否定しました」と投稿した。
都留文科大学名誉教授の笠原十九司は、「推定される被害者数に幅はあるが、虐殺があったこと自体は学問的な定説であり、日本政府も公式に認めている」と述べ、初鹿野の発言を批判した。さらに笠原は「国会議員を罷免されるべき恥知らずな発言であり、国際的評価をこれ以上損なわないためにも強い批判が必要だ」と指摘した。
南京事件をめぐっては、虐殺とされる残虐な事例の存在は否定できないとされるものの、その規模については研究者の間で諸説あり、日本の学界では犠牲者数を2万人から20万人と推定されている。中国は30万人から40万人と主張しているが、この数字を歴史的事実として肯定する日本の研究者は多くない。
また、日中共同歴史研究（2006年〜2010年）においても見解は一致せず、中国側は「30万人以上」と記す一方で、日本側は「20万人を上限とし、4万人、あるいは2万人」と幅を持たせて記述している。こうした犠牲者数をめぐる議論の背景には、中国共産党が自らの正統性を「抗日戦争に勝利した指導勢力」と位置づける歴史叙述、いわゆる「抗日建国神話」が存在する。この神話においては、南京事件の犠牲者数は「30万人以上」と強調され、抗日戦争を通じて建国の正当性を主張するために利用されている。

### 外国人への差別・捏造
第27回参議院議員通常選挙期間中、「日本人ファースト」をキャッチコピーに掲げ、街頭演説で「外国人は優遇されている」「生活保護は受給権がない外国人ばかり」など、事実に基づかない発言を繰り返した。
こうした発言については複数の報道機関がファクトチェックを行い、厚生労働省の公式データと異なり根拠が不明であると判定された。
また、「中国人留学生に返済義務なしで1,000万円の奨学金が支給され、日本人は借金漬け」とする主張についても、文部科学省は外国人優遇の実態はないと否定しており、発言はミスリードと判定された。
こうした発言に対し、街頭演説では差別に抗議する市民の声が上がり、当落線上で競る他候補に戦略的投票を行う動きも見られた。神奈川新聞は、初鹿野の発言について、デマであり、判例や統計に照らして「ヘイトスピーチ」に該当するとする記事を掲載した。
これに対し初鹿野は、SNSなどで「偏向報道」と反論し、自身の発言は客観的事実に基づく政治的主張であるとして抗議文をブログに掲載した。
自由法曹団神奈川支部は、初鹿野の演説および抗議ブログ中の生活保護優遇などの主張について、根拠のない誤りでありヘイトスピーチに該当するとして抗議声明を発表し、発言の撤回と在留外国人への謝罪を求めたが、初鹿野側からの回答はなかった。
神谷宗幣参政党代表も、初鹿野の発言が事実に基づいていないことを認めた上で、次のように述べている。
| 「                  | 外国人の生活保護受給率が高いわけではないし、外国人犯罪も比率で言えば日本人と変わらない。新聞や政府の発表にあるデータに基づいて話すのはいいんだけど、ネットで見ただけのことを勝手に言う人がいる〔…〕。初鹿野さんにはめちゃめちゃ注意しています。何回も何回も注意して、SNSも10回以上消させてます〔…〕。今回も言いました。「あなたは既にイエローカードだからね」と〔…〕。〔初鹿野には〕本当に教育が必要だと思っています。ネットに転がっているグラフを持ってきて「ほら見ろ」みたいなことを書いていたことも何度もあったので、「初鹿野さん、間違ってるよ」って。裏取りもできないのになんでやるのって言ったら、自分で「僕ポンコツなんで」って言うから、「ほんとにポンコツだよ。党の公認候補だけでも重たいし、まして国会議員になるんだから、ちゃんとデータに基づいてやらないと。あなたのせいでみんな迷惑するよ」という注意はしています。 | 」 |
| —神谷宗幣参政党代表 | |    |

表現の自由や公職選挙法に詳しい杉山大介弁護士は、初鹿野の発言は、人種差別撤廃条約が定める「国籍や人種などを理由に、差別的な区別・排除・制限・優先を行うこと」に該当し、属性を理由にしたデマによる攻撃は正当化できず、明確なヘイトスピーチにあたると指摘している。

### 批判者を「非国民」と呼称
2025年7月18日、川崎駅前での街頭演説において、反差別を訴えて集まった市民に対し「ああいうのは非国民ですから」などと発言した。
「非国民」という言葉は戦時中に軍や国策に非協力的な人を非難する目的で使われた言葉であり、差別や言論統制につながったことから、不適切であるとして批判の声が上がった。また、神谷宗幣参政党代表も「非国民という言葉は私はよくないと思います〔…〕初鹿野さんにお会いしたらしっかりと注意をしたい」と述べ、初鹿野の発言に苦言を呈した。
この発言について初鹿野は、21日の神奈川新聞の取材に対して「殉職者をばかと言う人は非国民じゃないですか」と答えたが、「殉職者」が何を指すのかは明らかにしなかった。16日には、抗議活動を行う市民に対して「犯罪」であると述べ、支援者に110番通報を呼びかけた。また、7月3日の公示第一声では「左翼思想は日本から出ていけばいい」と発言したことも報じられている。

### 批判的な新聞記者を会見から排除
7月22日、参政党は国会内で記者会見を開いたが、初鹿野をめぐる報道を続けていた神奈川新聞の記者の出席を認めず、退出を求めた。参政党は、記者の出席にあたっては事前登録が必要であると説明し、当該記者が登録していなかったことを理由に記者会見から排除しようとしたが、実際は当該記者以外の出席者も事前登録は行っていなかった。
同日、神奈川新聞は「知る権利をないがしろにする行為で、容認できない」として党へ抗議文を提出した。ジャーナリストの江川紹子は、国政政党が都合の悪い記者を排除する行為は民主主義に反し、報道機関が萎縮すればジャーナリズム全体に悪影響を及ぼすため、メディア全体で抗議すべきだと指摘した。立教大学の砂川浩慶教授は、参政党がPRと報道を混同し、批判を排して説明責任を果たさない姿勢は民主主義に反すると指摘。記者の排除は有権者の排除に等しく、メディアも当事者として誤りを正さなければ、SNS上のPRが世論を支配すると警鐘を鳴らした。

### 「共産党員による殺害」発言
2025年7月7日、第27回参議院議員通常選挙期間中、Xで「たくさんの仲間が共産党員により殺害され、殺害方法も残虐であり、いまだに恐怖心が拭えません」と投稿した。
この発言に対し、日本共産党神奈川県委員会は謝罪と撤回を求める抗議文を送付したが、初鹿野から回答がなかったため、県委員会は名誉毀損および公職選挙法違反（虚偽事項公表）で刑事告訴した。神奈川県警は8月12日付で受理した。
初鹿野は、白鳥事件などを例に挙げ、「歴史の事実に基づいている。別に何ら臆することはない。（謝罪や撤回は）必要ない」と述べている。
これに対して共産党神奈川県委員会は、白鳥事件など1950年代に起きた事件に関して、「党が分裂して混乱していた時期の話」であり、その後の共産党が統一される過程において「武装路線は否定されている」と主張、「共産党が沢山の警察官を殺害したという事実はない」と初鹿野の見解を否定している。

### 横領疑惑報道
2025年7月16日、日刊ゲンダイは、警視庁事情通とされる匿名の人物の証言に基づき、初鹿野の警視庁在職中の横領疑惑や退職理由について報道した。これに対し参政党は同日、報道内容は事実に反するとして、記事の削除と謝罪記事の掲載を求めた。同月20日、初鹿野はSNSで「やはり日刊現代は廃刊しかないようだ」と投稿し、ブログでは退官時に警視総監から表彰を受けていたと述べ、報道を「根も葉もない捏造」と主張した。さらに、報道が名誉毀損罪や公職選挙法上の虚偽事項の公表罪に該当し得るとして、訂正や謝罪がなければ損害賠償請求や刑事告訴も検討するとした。

## 人物
- 柔道7段[3]。
- 初鹿野氏の末裔であり[PR 8]、先祖に初鹿野信興（江戸時代中期の浦賀奉行）がいる[PR 1]と自称している。

## 選挙歴
| 当落 | 選挙                     | 執行日         | 年齢 | 選挙区         | 政党   | 得票数     | 得票率 | 定数 | 得票順位 /候補者数 | 政党内比例順位 /政党当選者数 |
| ---- | ------------------------ | -------------- | ---- | -------------- | ------ | ---------- | ------ | ---- | ------------------ | ---------------------------- |
| 落   | 2023年葉山町議会議員選挙 | 2023年4月23日  | 45   | ーー           | 無所属 | 275票      | 2.22%  | 14   | 18/20              | /                            |
| 落   | 第50回衆議院議員総選挙   | 2024年10月27日 | 47   | 神奈川11区     | 参政党 | 2万4718票  | 13.78% | 1    | 3/3                | /                            |
| 当   | 第27回参議院議員通常選挙 | 2025年07月20日 | 48   | 神奈川県選挙区 | 参政党 | 57万7085票 | 12.70% | 4    | 4/16               | /                            |